# Dredge (Computerspiel)
Dredge ist ein Computerspiel aus dem Jahr 2023, das von Black Salt Games entwickelt und von Team17 veröffentlicht wurde. Der Spieler begleitet einen Fischer, der sich immer weiter in eine offene Inselwelt hinauswagt.

## Handlung
Ein Fischer segelt zu einer Küstenstadt, die in einem weit entfernten Archipel liegt, um das Angebot anzunehmen, der örtliche Fischer der Stadt zu werden. Während die Arbeit ganz normal ist, bemerkt der Fischer schon bald merkwürdige Phänomene, vor allem nachts, wo er seltsamen Nebel, Felsen, die plötzlich aus dem Nichts auftauchen, Geisterschiffe, feindliche Tiere, Seeungeheuer und das Gefühl, beobachtet zu werden, wahrnimmt.
Er trifft auf einen Mann namens Sammler, der allein auf einer abgelegenen Insel lebt. Der Sammler beauftragt den Fischer, die anderen Inseln des Archipels und die alten Ruinen, die sie verbergen, zu erkunden, um eine Reihe von Relikten zu bergen.
Das Spiel hat verschiedene Enden, je nachdem, auf welche Art und Weise man dem Sammler entgegenkommt.

## Spielprinzip
In Dredge steuert der Spieler ein kleines motorisiertes Fischerboot. Das Spiel findet in einem Tag-Nacht-Zyklus statt, wobei bestimmte Aktionen des Spielers, wie Segeln oder Fischen, die Uhr vorwärtstreiben. Der Spieler kann an bestimmten Stellen nach Fischen oder Unterwassergegenständen suchen, die er bergen kann, und ein kurzes Minispiel spielen, um seinen Fang an Bord zu bringen. Aus verschiedenen Gründen steigt die Panik beim Spieler und er sieht Monster oder Gegenstände. Durch Schlafen wird die Anzeige reduziert. Das Boot hat eine vorgegebene Menge an Platz an Bord, und der Spieler muss entscheiden, welche Ausrüstung er zusammen mit seinem Fang darin unterbringen will; allerdings kann der Spieler sein Boot aufrüsten und so seine Kapazität und Widerstandsfähigkeit gegen Schäden erhöhen.

## Entwicklung
Die Entwicklung von Dredge begann 2020 durch das neuseeländische Studio Black Salt Games.
Im Mai 2023 kündigte Black Salt Games eine Reihe von zukünftigen Updates für das Spiel an, darunter die Anpassung von Booten, einen Fotomodus, einen „passiven Modus“, der feindliche Kreaturen nicht mehr aggressiv macht und so ein weniger stressiges Gameplay ermöglicht, sowie eine kostenpflichtige DLC-Erweiterung, die sich um die mysteriöse Ironhaven Corporation dreht. Eine weitere DLC-Erweiterung mit dem Titel The Pale Reach, die ein neues polares Biom enthält, wurde im Oktober 2023 angekündigt.
Im Dezember 2023 erschien ein DLC-Crossover mit Dredge für das Spiel Dave the Diver.
Portierungen für Android, iOS und macOS erschienen im Februar 2025.

## Rezeption
Im Oktober 2023 meldete Black Salt Games, dass sich Dredge eine Million Mal verkauft hatte. Das Spiel wurde für mehrere Auszeichnungen nominiert, darunter für die Game Awards und die Developer Choice Awards. Bei Metacritic hat die PlayStation-5-Version eine Wertung von 81/100.